# Sunday Girl (Blondie-låt)
"Sunday Girl" blev en singeletta i Storbritannien för Blondie under tre veckor i maj 1979.  Den var Blondies andra singeletta i Storbritannien efter "Heart of Glass"; men släpptes aldrig på singel i USA. 

## Låten
Låten skrevs av Chris Stein och blev fjärde singeln från albumet Parallel Lines i Storbritannien och många andra delar av världen. Den franskspråkiga versionen släpptes först i Storbritannien "Sunday Girl" på 12"-singel; i Frankrike och Nederländerna, och var B-sida till 7"-singeln. Till Blondies greatest hits-album The Best of Blondie 1981 skapade producenten Mike Chapman en specialmix som innehöll en vers som sjöngs på franska. Den tvåspråkiga versionen låg 2002 på samlingsalbumet Greatest Hits.
När singeln släpptes i Australien, där vissa fans diskuterade om den verkligen nådde placeringen #1 eller missade listan. Detta då den var huvudsingel från Parallel Lines, och den påminner om "In The Flesh", Blondies första hitlåt in Australien.  "Sunday Girl" misslyckades med att ta sig in på listan, och återlanserades senare som dubbel A-sida med "Heart of Glass", efter framgångarna i Storbritannien. Därmed kom den i skymundan av discolåten "Heart of Glass", och räknas sällan som att ha gått in på listan själv.

## Låtlista
Storbritannien, 7" (CHS 2320)
1. "Sunday Girl" (Chris Stein) – 3:01
2. "I Know But I Don't Know" (Frank Infante) – 3:53

Storbritannien, 12" (CHS 12 2320)
1. "Sunday Girl" (Chris Stein) – 3:01
2. "Sunday Girl" (French Version) (Chris Stein) – 3:01
3. "I Know But I Don't Know" (Frank Infante) – 3:53

## Listplaceringar
| Lista (1979)      | Topplacering |
| ----------------- | ------------ |
| Australien        | 1            |
| Storbritannien    | 1            |
| Republiken Irland | 1            |
| Österrike         | 5            |
| Norge             | 5            |
| Schweiz           | 5            |
| Västtyskland      | 6            |
| Nederländerna     | 13           |
| Sverige           | 18           |

### Fotnoter
1. ↑  ”Blondie – Parallel Lines” (på engelska). Discogs. 10 mars 1978. http://www.discogs.com/Blondie-Parallel-Lines/master/3337. Läst 25 oktober 2015.